# ドラガン・ヤコヴリェヴィッチ
ドラガン・ヤコヴリェヴィッチ（セルビア語: Драган Јаковљевић, ラテン文字転写: Dragan Jakovljević、1962年2月23日 - ）は、セルビアとボスニア・ヘルツェゴビナ（旧ユーゴスラビア）の元サッカー選手。ポジションはフォワード。

## 経歴
地元のFKイグマン・コニツでキャリアをスタートしFKサラエヴォで活躍、フランスのFCナントやベルギーのロイヤル・アントワープFCにも在籍したストライカー。ユーゴスラビア代表では1987年から1989年までの8試合に出場した。